# Les Larmes d'Ostasis
Les Larmes d'Ostasis est une série de bande dessinée inachevée créée, scénarisée et dessinée par Ludovic Ouali et publiée par les éditions Soleil en 2000 et 2001.

## Albums
- Les Larmes d'Ostasis, Soleil Productions :

1. Le Phare d'Alveona, avec Stamb, alias Stéphane Stamboulis (couleur), 2000[2],[3],[4].
2. Eaux troubles, 2001[5],[6],[7].